# Ново-Каменское
Ново-Каменское (нем. Kathrinlacken) — посёлок в Черняховском районе Калининградской области. До 2016 года входил в состав Каменского сельского поселения.

## География
Посёлок Ново-Каменское расположен на правобережье реки Преголи, в 16 км к западу от города Черняховска. В 1,5 км к северо-западу находится посёлок с парным названием Каменское.

## История
Впервые упоминается в исторических документах в 1615 году.

## Население
| 2002 | 2010 |
| ---- | ---- |
| 26   | ↗30  |